# 微毛凤尾蕨
微毛凤尾蕨（学名：Pteris hirsutissima），为凤尾蕨科凤尾蕨属下的一个植物种。